# Айсберг B-15

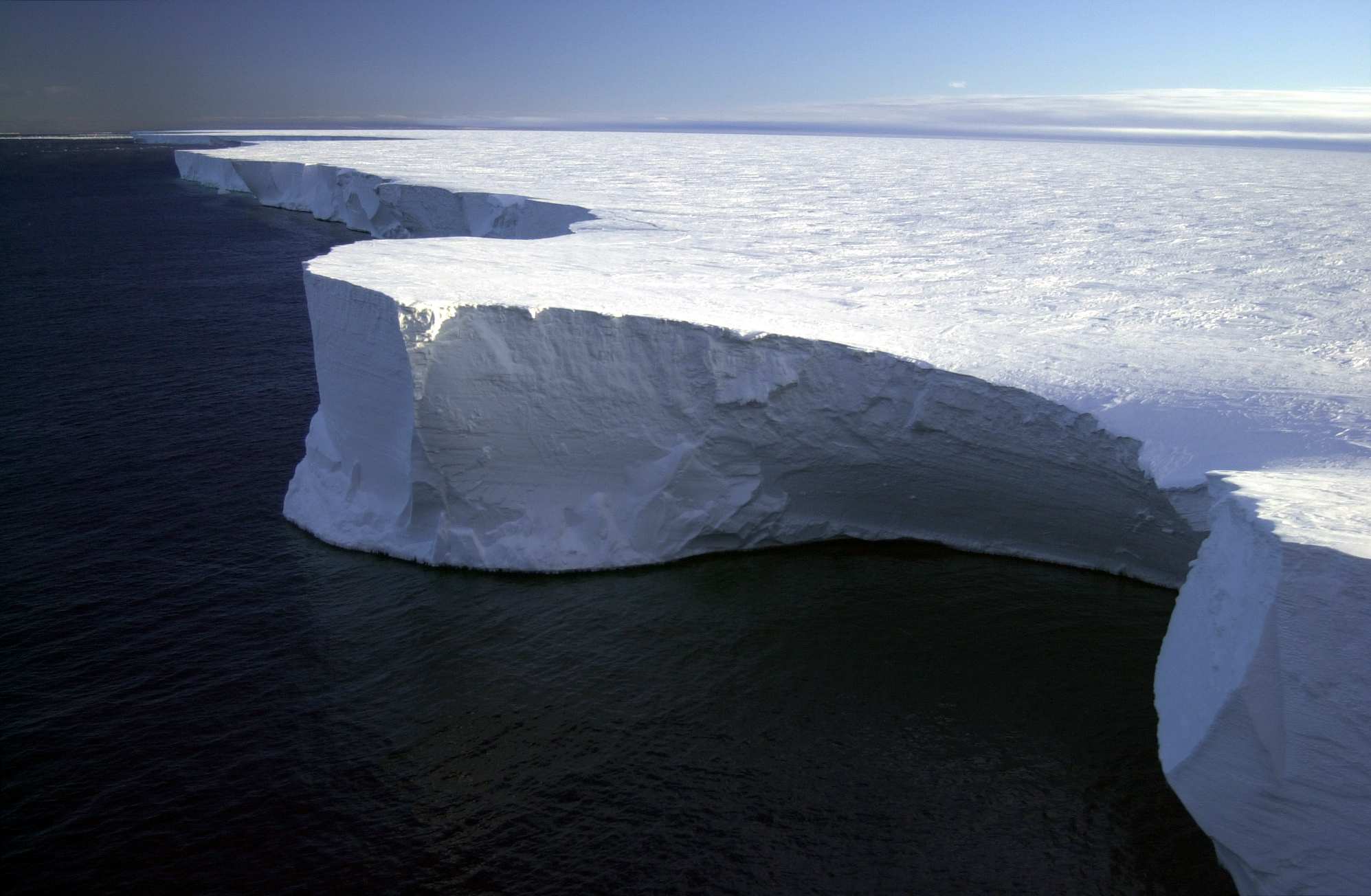
Північний край Айсберга B-15A у Морі Росса, Антарктида, 29 січня 2002

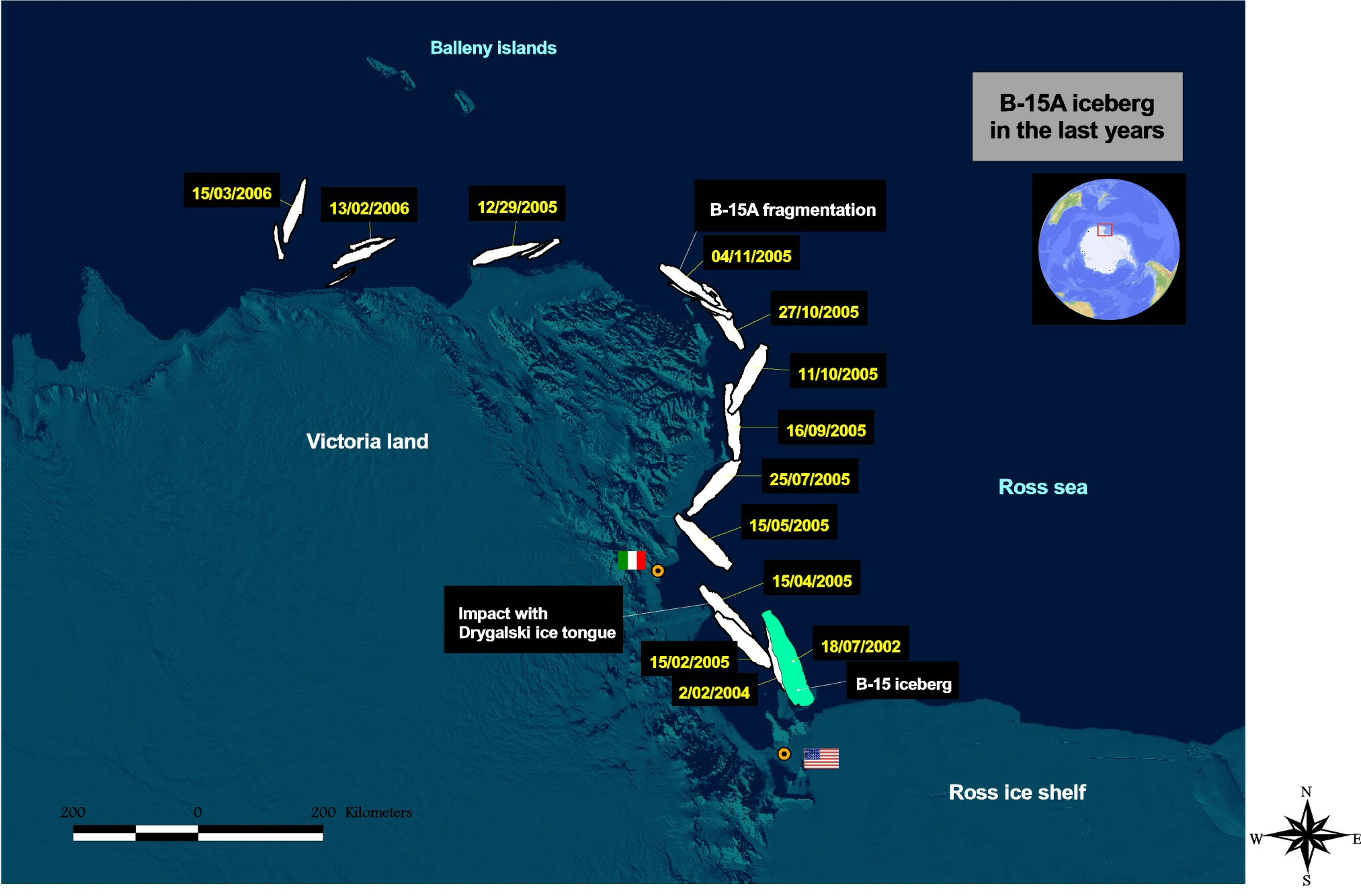
Чотирирічна мандрівка айсберга

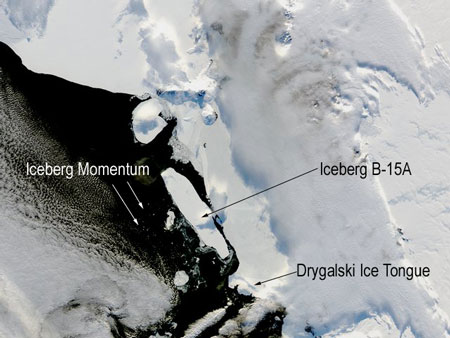
Айсберг В-15А, січень 2005.

Айсберг B-15 — айсберг, найбільший у світі за всю історію спостережень. Мав площу 11 000 км² (295 x 37 км) і масу 3 трильйони тонн. Повністю розтанув приблизно десять років потому.

## Загальні відомості
Айсберг відколовся від шельфового льодовика Росса у березні 2000 року, неподалік від острова Рузвельта. Надалі В-15 розколовся на менші шматки в 2000, 2002, 2003 роках. Найбільшим з цих осколків був айсберг B-15А площею 6400 км². У листопаді 2003 року В-15А, після відокремлення від B-15J, відійшов від льодовика у море Росса.
У грудні 2003 дрібніший айсберг B-15К (близько 300 км²) відокремився від В-15А і почав дрейфувати на північ. У 2005 році В-15А, проходячи повз льодовика Дригальського, зіткнувся з ним в середині квітня, відірвавши шматок. Далі айсберг дрейфував біля протоки Мак-Мердо, поки не сів на мілину біля мису Адер, Земля Вікторії і зрйнувався на ще дрібніші частини (B-15P, B-15М та B-15N) 27-28 жовтня 2005 року. Просуваючись все далі на північ, айсберг розпався на ще дрібніші частини, помічені патрулем 3 листопада 2006 року. 21 листопада декілька великих шматків були помічені лише за 60 км від узбережжя Тімару, Нова Зеландія, найбільший з них мав приблизно 1,8 км завдовжки та 37 м заввишки від поверхні океану.

## Вплив на екологію Антарктики
10 квітня 2005 року айсберг зіткнувся з язиком льодовика Дригальського (частиною льодовика Девіда, що тече через прибережні гори Землі Вікторії), відірвавши шматок 8 км². Це зіткнення змінило карту Антарктики.
В-15А перешкоджав океанічним течіям і вітрам розбити лід влітку в протоці Мак-Мердо в 2004—2005 роках. Айсберг став перешкодою для постачання ресурсами трьох дослідницько-наукових станцій. Крижина привела до зниження чисельності пінгвінів Аделі (через величезну перешкоду пінгвіни не змогли вчасно дістатися до дитинчат). Тюлені Веделла і поморники також постраждали через айсберг.

## В культурі
B-15 фігурує у документальному фільмі Вернера Герцога «Зустрічі на краю світу» 2007 року